# كي تي إم
كي تي إم (بالإنجليزية: KTM)‏ هي شركة تصنيع دراجات نارية نمساوية. أسسها المهندس النمساوي يوهان هانز في سنة 1934. من منتجاتها دراجة أر سي 390 و690 إندورو.

## معرض صور لمنتجات الشركة

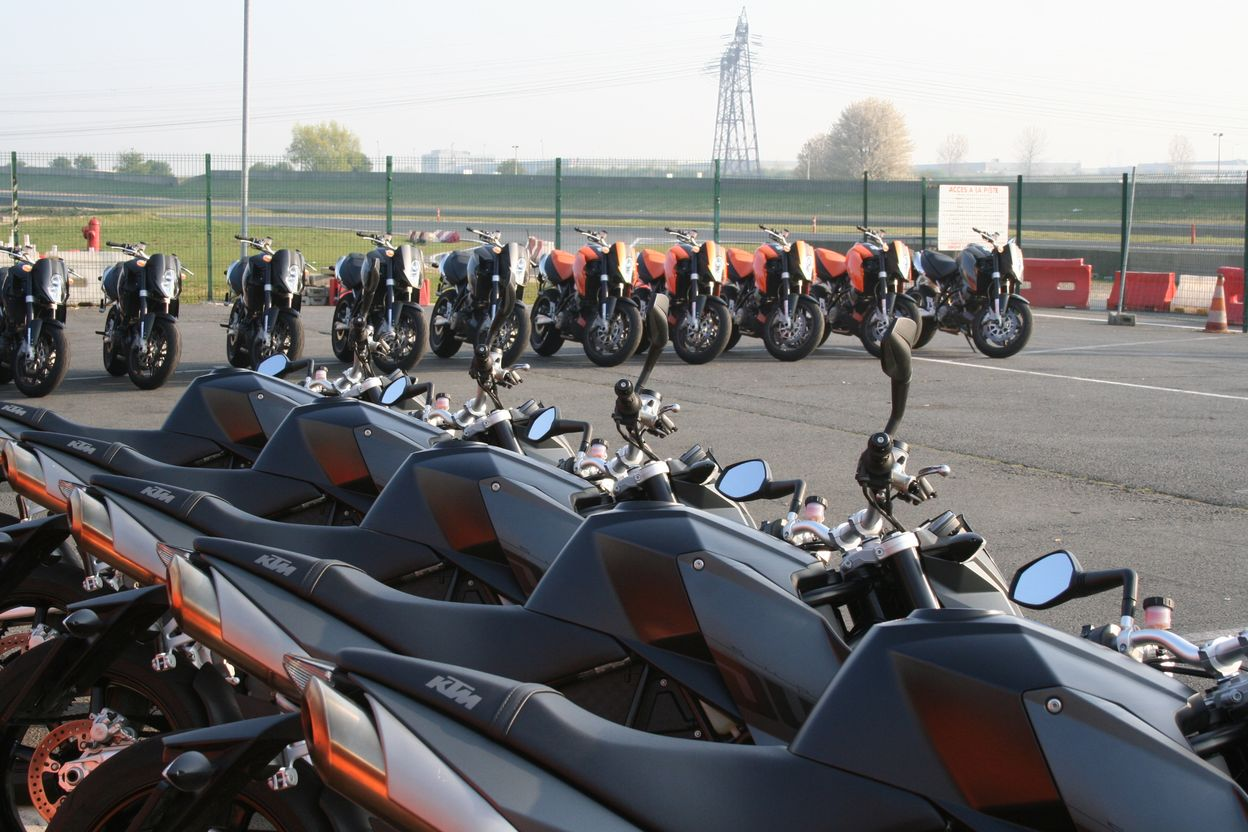
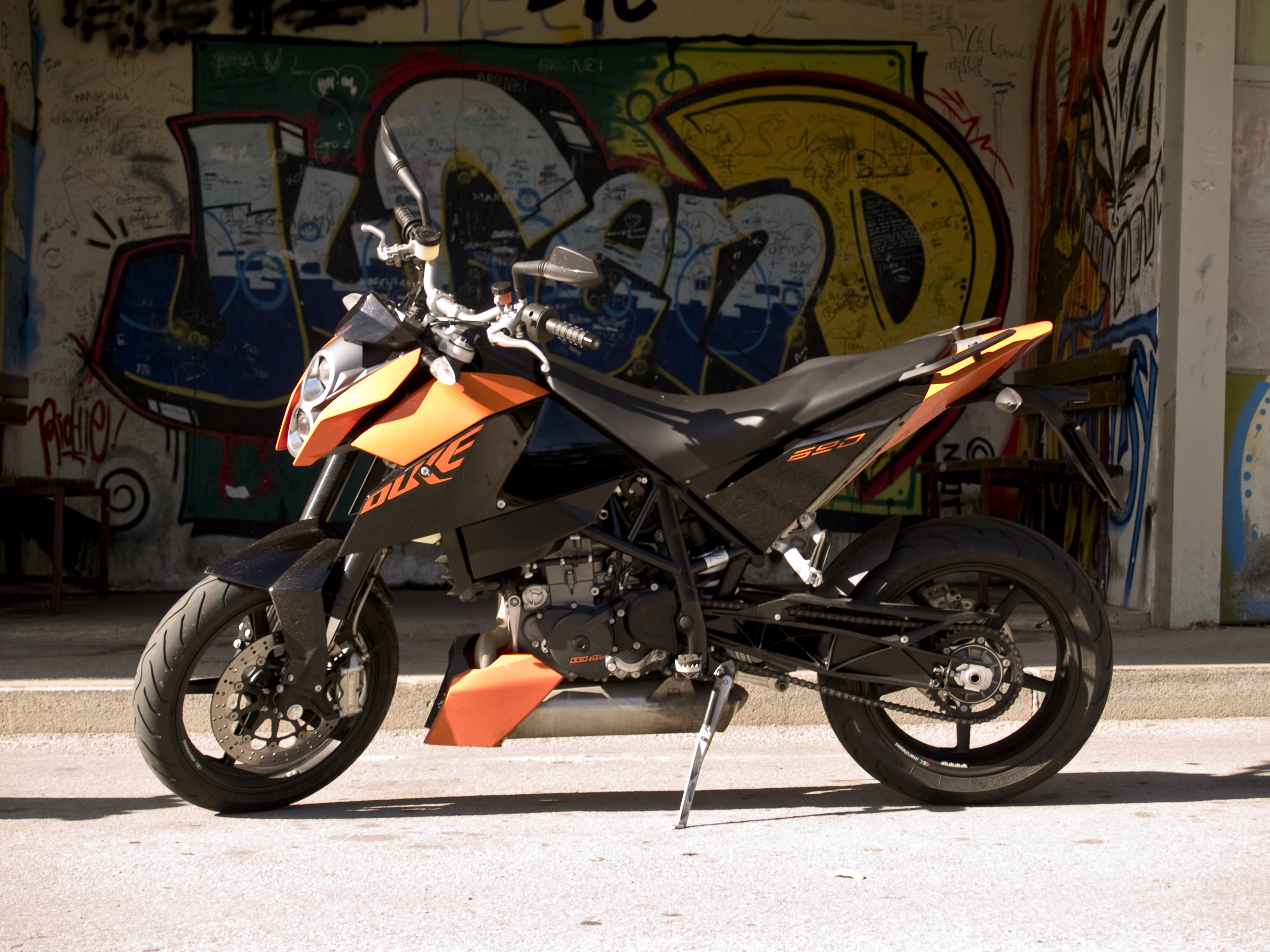
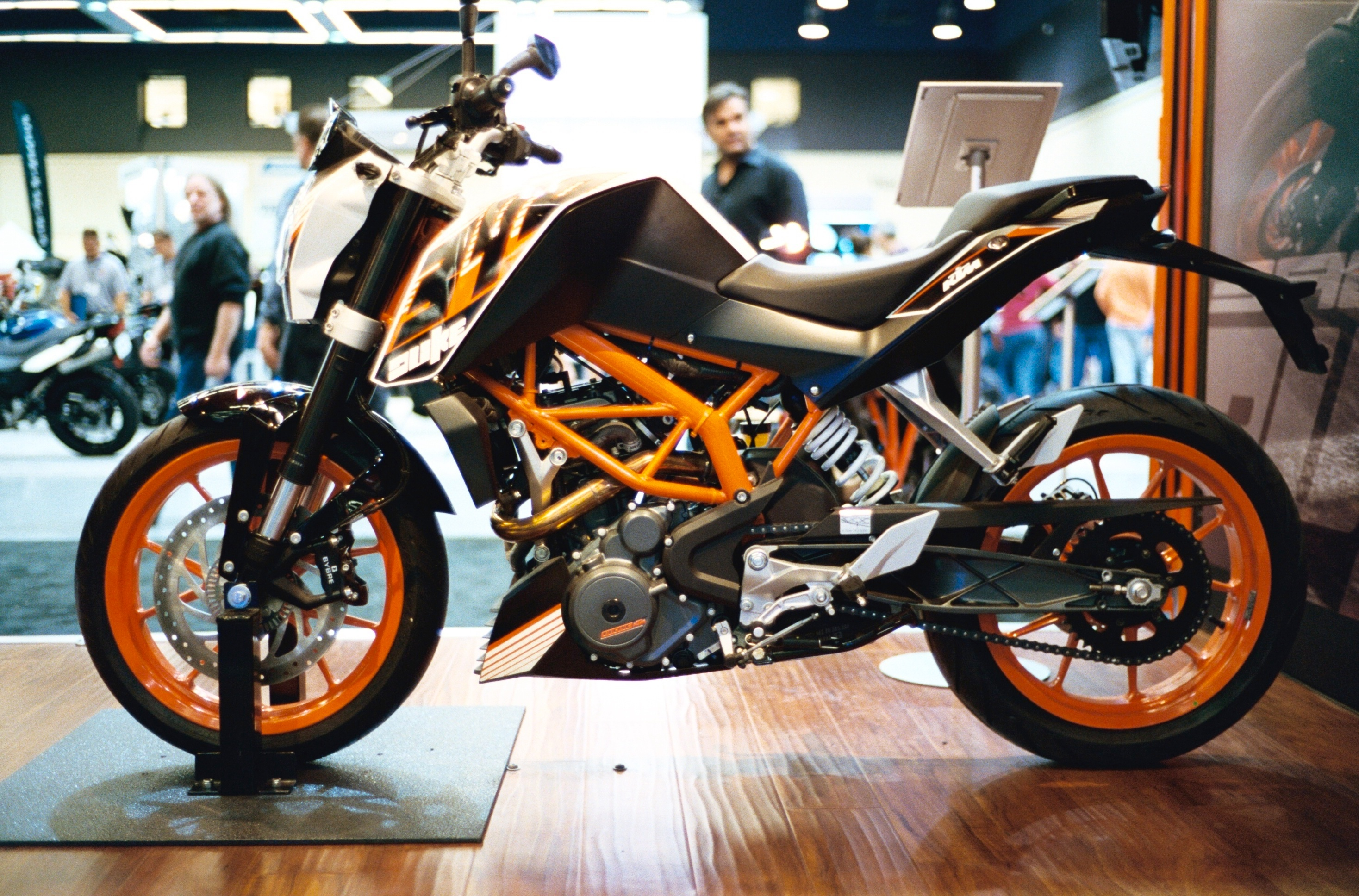

## وصلات خارجية
- الموقع الرسمي